# 서드 레일
서드 레일(영어: The Third Rail)은 미국의 팝/록 그룹으로 1960년대 짧게 유명했었다.
밴드는 아서 레스닉, 크리스 레스닉(아서의 아내), 조이 레빈까지 세 명이서 함께 했었다. 아서는 드리프터스의 〈under the Boardwalk〉나 라스칼스의 〈Good Lovin'〉 등 브릴 빌딩에서 팝 노래를 작곡하였다. 레빈은 뉴욕에서 지역 밴드를 했었다. 밴드가 처음 녹음했을 때는 아직 10대였다. 여러 싱글과 음반을 녹음했지만 라이브는 신시내티에서 딱 한 번만 이루어졌다. 1967년, 싱글 〈Run Run Run〉이 빌보드 핫 100 53위에 이름을 올렸으며 같은 해 음반 《Id Music》은 에픽 레코드에서 판매가 됐다.
서드 레일이라는 이름으로 발매된 마지막 싱글은 1968년에 나왔고, 그 후 레빈은 오하이오 익스프레스의 〈Yummy Yummy Yummy〉를 만들었다. 세 멤버 모두 카세네츠-캐츠에 노래를 써준 적이 있다.

## 디스코그래피

### 음반
- Id Music (1967)

### 차트 싱글
- Run, Run, Run (1967) (US #53)
- It's Time to Say Goodbye (1968) (US/US Bub. #113)